# Pirro III de Epiro
Pirro III fue rey de Epiro, hijo de Pirro II.
A la muerte de su tío Ptolomeo de Epiro, en el 230 a. C., fue proclamado rey, pero vivió poco tiempo y murió al año escaso de su subida al trono; su hermana Deidamia de Epiro, quedó como la única representante de la dinastía hasta su muerte, que sucedió poco después, cuando se proclamó la República.
- Datos: Q4363470